# Gouvernement Reuter
Gouvernement Kauffman Gouvernement Prüm
Le gouvernement Reuter (luxembourgeois : Regierung Reuter), est le gouvernement du Luxembourg en fonction du 28 septembre 1918 au 19 mars 1925.

## Les élections
Le 28 juillet et le 4 août 1918 ont lieu les élections pour une nouvelle Chambre chargée de procéder à la révision de la Constitution. La Constituante réunit 23 députés du Parti de la droite, 12 socialistes, 10 libéraux, 5 membres du Parti populaire, 2 membres du Parti national et un indépendant. Après la démission de Léon Kauffman, Émile Reuter réussit à former un gouvernement de coalition qui comporte des représentants des quatre principaux partis. Le 15 mai 1919, la Chambre vote la loi qui porte révision de la Constitution. L’introduction du suffrage universel pour tous les citoyens luxembourgeois, hommes et femmes, âgés d’au moins 21 ans, et de la représentation proportionnelle modifie durablement le paysage politique. La part des électeurs dans la population totale passe de 14 % à 56 %. Le suffrage universel met définitivement fin au régime des notables qui gouvernaient sous couvert d’un système censitaire et inaugure une ère dominée par les partis politiques. Le Parti de la droite sort grand vainqueur des premières élections organisées d’après le nouveau régime électoral le 26 octobre 1919. Les catholiques obtiennent 27 sièges et donc la majorité absolue au sein de la nouvelle Chambre composée de 48 députés (socialistes 9 sièges, libéraux 7, Parti national indépendant 3, Parti populaire 2).
La démocratisation aura profité à la droite dans un pays où, malgré les progrès de l’industrialisation, la majorité de la population reste attachée à une mentalité rurale, traditionnelle et conservatrice. Le libéralisme qui avait régné en maître absolu sur le XIXe siècle perd du terrain. Dans la Constituante, les libéraux tentent encore de mener un combat d’arrière-garde en s’opposant au vote des femmes, qu’ils présument favorables aux catholiques. En vain. Le Parti de la droite dirigera les gouvernements successifs pendant le reste du siècle, abstraction faite de deux interruptions entre 1925 et 1926 et entre 1974 et 1979. Afin de tenir compte de la nouvelle majorité, les directeurs généraux Collart, Liesch et Welter présentent leur démission. Cependant, la Grande-Duchesse et le ministre d’État la refusent, désirant le maintien du gouvernement d’union nationale qui avait réussi à traverser la crise de 1918-1919. Collart quitte le gouvernement en janvier 1920, Liesch et Welter en avril 1921. À partir de ce moment, le cabinet sera exclusivement de droite. Les élections partielles qui ont lieu dans les circonscriptions du centre et du nord le 28 mai 1922 ne changent rien à cette situation, même si les libéraux améliorent leur score électoral au détriment des socialistes.

## Composition

### Initiale (28 septembre 1918)
| Portefeuille                                                                                          | Titulaire | Titulaire       | Parti |
| --- | --------- | --------------- | ----- |
| Ministre d'État Président du gouvernement Directeur général des Affaires étrangères et de l'Intérieur |           | Émile Reuter    | RP    |
| Directeur général de l'Instruction publique                                                           |           | Nicolas Welter  | SE    |
| Directeur général de la Justice et des Travaux publics                                                |           | Auguste Liesch  | LL    |
| Directeur général des Finances                                                                        |           | Alphonse Neyens | RP    |
| Directeur général de l'Agriculture, du Commerce, de l'Industrie et du Travail                         |           | Auguste Collart | SE    |

### Remaniement du 5 janvier 1920
- Les nouveaux ministres sont indiqués en gras, ceux ayant changé d'attributions en italique.

| Portefeuille                                                                                          | Titulaire | Titulaire         | Parti |
| --- | --------- | ----------------- | ----- |
| Ministre d'État Président du gouvernement Directeur général des Affaires étrangères et de l'Intérieur |           | Émile Reuter      | RP    |
| Directeur général de l'Instruction publique                                                           |           | Nicolas Welter    | SE    |
| Directeur général de la Justice et des Travaux publics                                                |           | Auguste Liesch    | LL    |
| Directeur général des Finances                                                                        |           | Alphonse Neyens   | RP    |
| Directeur général de l'Agriculture et de la Prévoyance sociale                                        |           | Raymond de Waha   | RP    |
| Directeur général du Commerce, de l'Industrie et du Travail                                           |           | Antoine Pescatore | LL    |

### Remaniement du 15 avril 1921
- Les nouveaux ministres sont indiqués en gras, ceux ayant changé d'attributions en italique.

| Portefeuille                                                                        | Titulaire | Titulaire            | Parti |
| ----------------------------------------------------------------------------------- | --------- | -------------------- | ----- |
| Ministre d'État Président du gouvernement Directeur général des Affaires étrangères |           | Émile Reuter         | RP    |
| Directeur général des Finances                                                      |           | Alphonse Neyens      | RP    |
| Directeur général de l'Agriculture, de l'Industrie et de la Prévoyance sociale      |           | Raymond de Waha      | RP    |
| Directeur général de la Justice et des Travaux publics                              |           | Guillaume Leidenbach | RP    |
| Directeur général de l'Intérieur et de l'Instruction publique                       |           | Joseph Bech          | RP    |

### Remaniement du 14 avril 1923
- Les nouveaux ministres sont indiqués en gras, ceux ayant changé d'attributions en italique.

| Portefeuille | Titulaire | Titulaire                             | Parti |
| --- | --------- | ------------------------------------- | ----- |
| Ministre d'État Président du gouvernement Directeur général des Affaires étrangères                                                      |           | Émile Reuter                          | RP    |
| Directeur général des Finances |           | Alphonse Neyens                       | RP    |
| Directeur général de l'Agriculture, de l'Industrie et de la Prévoyance sociale                                                           |           | Raymond de Waha (jusqu'au 23/04/1924) | RP    |
| Directeur général des Travaux publics Directeur général des Travaux publics, de l'Agriculture et de l'Industrie (à partir du 23/04/1924) |           | Guillaume Soisson                     | RP    |
| Directeur général de l'Intérieur et de l'Instruction publique                                                                            |           | Joseph Bech                           | RP    |

## La politique extérieure
Après l’armistice du 11 novembre 1918, les troupes allemandes évacuent le pays, cédant la place aux armées alliées qui passent par le Luxembourg pour occuper la Rhénanie. Pendant six mois, des forces militaires étrangères seront stationnées au Grand-Duché pour assurer les lignes d’étapes. Cette présence militaire s’avéra un instrument utile au maintien de l’ordre intérieur. Lors des troubles révolutionnaires de janvier 1919, le gouvernement fera appel à l’intervention des soldats français pour rétablir le calme public.

### Un partenaire économique
La défaite de l’Allemagne rend caducs les traités existants. Pressé par les alliés, le gouvernement luxembourgeois dénonce, le 19 décembre 1918, l’appartenance au Zollverein allemand et met fin aux droits d’exploitation des chemins de fer. Incapable de vivre longtemps en autarcie, le Luxembourg doit trouver un nouveau partenaire économique. Déjà en 1917, une « commission d’étude des problèmes économiques posés par la guerre et ses conséquences éventuelles » avait été formée. Les secteurs de la sidérurgie et de l’agriculture y avaient exprimé une nette préférence pour la France. Seule la viticulture se sent attirée par la Belgique, où elle peut écouler plus facilement ses produits. Le 21 février 1919, le gouvernement Reuter engage des pourparlers simultanés avec la France et la Belgique en adressant aux deux pays une note dans laquelle il demande une union économique et monétaire. Les négociations avec la partie belge sont menées mollement dans le seul but d’exercer une pression supplémentaire sur la France. Mais, du côté français, les tractations ne progressent pas. Persuadé de pouvoir compter sur la francophilie des Luxembourgeois,
le gouvernement Reuter décide de soumettre l’orientation économique du pays à un référendum. La voix de la population est censée faire impression au moment où les
vainqueurs réunis à Versailles redessinent la carte européenne selon le principe wilsonien du droit des peuples à disposer d’eux-mêmes. Le 28 septembre 1919, 73 % des électeurs se prononcent pour l’union économique avec la France. Cependant, il faut encore attendre plusieurs mois avant que la France ne dévoile son jeu. Le 10 mai, l’ambassadeur français informe le gouvernement luxembourgeois que son pays n’a pas l’intention de conclure une union économique et lui conseille de se tourner vers la Belgique. Ayant réussi à conclure un accord militaire avec la Belgique, la France n’a plus besoin de la carte luxembourgeoise. Dès le début de la guerre, les autorités belges manifestent des velléités annexionnistes à l’égard du Grand-Duché. En 1917, la France renonce au Luxembourg au profit de la Belgique, mais cette déclaration est tenue secrète de sorte que le gouvernement luxembourgeois ignore les véritables intentions des négociateurs français. Au lendemain de la guerre, la France entend se faire monnayer son effacement sur la question luxembourgeoise en obtenant de la Belgique la conclusion d’un pacte militaire. Après le désistement français, le gouvernement luxembourgeois reprend les négociations avec la Belgique. Les discussions sont pénibles et aboutissent le 25 juillet 1921 à la signature d’une convention sur une union douanière et monétaire entre les deux pays. L’Union économique belgo-luxembourgeoise (UEBL) entre en vigueur en mars 1922. La convention prévoit la suppression des barrières douanières entre les deux pays, un tarif extérieur commun, une politique commerciale commune dirigée par la Belgique et une association monétaire. Le franc belge devient la monnaie commune sans que le Luxembourg renonce pour autant à son droit d’émission de billets luxembourgeois. L’union économique ne sera jamais parfaite, puisque la convention n’exige pas l’harmonisation des systèmes fiscaux.

### La Société des Nations
Lié par son statut de neutralité et solidement ancré dans la sphère d’influence allemande, le Luxembourg n’a pas mené de véritable politique étrangère avant la Première Guerre mondiale. La violation de la neutralité en 1914 et la remise en question de l’indépendance du pays durant les années 1918 et 1919 montrent au gouvernement luxembourgeois la nécessité d’être présent sur l’échiquier international. Le Luxembourg n’a pas été invité à la conférence de paix de Paris et ne figure pas parmi les membres fondateurs de la Société des Nations instituée par le traité de Versailles. Dès 1919, le gouvernement Reuter multiplie les démarches pour que le Grand-Duché soit admis au sein de la Société des Nations. La neutralité désarmée du Luxembourg semble d’abord représenter un obstacle à son admission, puisque la charte de la Société des Nations prévoit le passage de troupes sur le sol des États membres et la participation à des sanctions économiques et financières contre un éventuel belligérant. D’autre part, la Grande-Bretagne considère que « l’exiguïté du territoire luxembourgeois » est un problème. Le gouvernement Reuter réussit à écarter
ces objections, notamment en faisant sous-entendre la possibilité d’une révision de la Constitution luxembourgeoise. Le 16 décembre 1920, la séance plénière à Genève se prononce en faveur de l’admission du Luxembourg à l’unanimité des voix. Par la suite, le gouvernement luxembourgeois, conscient de l’attachement de la population au principe de neutralité, laisse traîner la révision constitutionnelle qui, en réalité, ne sera jamais effectuée.

## La politique intérieure
Dès que le régime d’occupation prend fin, le gouvernement Reuter doit faire face à une grave crise intérieure. Après la retraite des Allemands, les 10 et 11 novembre 1918, un soviet se forme à Luxembourg sur le modèle des conseils révolutionnaires d’ouvriers et de paysans en Russie. À la Chambre, les libéraux et les socialistes demandent la déchéance de la dynastie en lui reprochant ses interventions partisanes dans la vie politique et ses relations avec l’occupant. La motion est rejetée de justesse. Sur le plan international, le gouvernement doit aussi affronter l’hostilité à l’égard de la Grande-Duchesse. Le 23 décembre 1918, les autorités françaises refusent de recevoir les ministres de la Grande-Duchesse Marie-Adélaïde à Paris. Émile Reuter, Auguste Liesch et Nicolas Welter reviennent les mains vides à Luxembourg, où les troubles continuent. Le 9 janvier 1919, la compagnie des volontaires se révolte et un comité de salut public proclame la république. Tous ces mouvements ne
rencontrent pas l’adhésion de la majorité et sont vite étouffés par l’intervention des troupes françaises. Mais la position de la Grande-Duchesse Marie-Adélaïde est définitivement compromise. Les ministres convainquent la souveraine que l’abdication en faveur de sa sœur puînée Charlotte reste le seul moyen de sauver la dynastie. Le 15 janvier 1919, la nouvelle Grande-Duchesse prête le serment constitutionnel. Le gouvernement Reuter a réussi à gérer la crise. En revanche, pour renforcer la légitimité de la Grande-Duchesse Charlotte, il décide de faire confirmer ce choix par une consultation populaire. Lors du référendum du 28 septembre 1919, les Luxembourgeois sont invités à s’exprimer non seulement sur l’avenir économique du pays, mais également sur le régime politique (monarchie ou république) et sur la personne de la Grande-Duchesse. Une large majorité (80 %) se prononce en faveur du maintien de la monarchie, qui peut désormais s’appuyer sur une double légitimité, constitutionnelle et démocratique.

## La politique sociale
Le développement des syndicats de masse et la création éphémère d’un soviet au lendemain de la guerre sont révélateurs d’un profond malaise de la société luxembourgeoise.
De 1914 à 1920, le pouvoir d’achat diminue de plus de 300 %. Ce sont essentiellement les salariés – qu’ils soient ouvriers, employés ou fonctionnaires – qui souffrent de
l’augmentation des prix et de la pénurie des denrées. Afin de désamorcer une situation sociale jugée explosive, le gouvernement Reuter s’engage dans la voie des concessions. Sa politique sociale s’inspire de la législation allemande. Donnant suite aux revendications du mouvement ouvrier, il introduit la journée de huit heures sans réduction de salaire le 14 décembre 1918. Le 26 avril 1919, le gouvernement impose la création de conseils d’usine dans les entreprises industrielles qui occupent au moins 50 ouvriers. Cet organe de conciliation permet aux délégués ouvriers de négocier des améliorations des conditions de travail et des salaires. Pris entre les intérêts divergents du patronat et des salariés, le gouvernement est d’abord contraint à faire marche arrière. Puis, à la suite d’une imposante manifestation, il étend les conseils d’usine à tous les établissements occupant au moins 15 ouvriers. Malgré ces mesures, la crise éclate en 1921, « année sans pareille du mouvement ouvrier luxembourgeois ». Réagissant à des licenciements massifs et des baisses de salaire dans la sidérurgie, le Syndicat des ouvriers des mines et de la métallurgie (BMIAV) se lance dans une longue grève. Le gouvernement s’abstient d’abord d’intervenir dans le conflit de travail, allant même jusqu’à proclamer que « l’occupation pacifique de l’usine est tolérable ». Cependant, le mouvement de grève se durcit et prend des traits révolutionnaires. Le 1er mars, les syndicalistes passent effectivement à l’occupation de l’usine de Differdange. Cédant aux craintes du patronat ainsi qu’aux pressions des ambassadeurs de France et de Belgique, le ministre d’État Émile Reuter supprime les conseils d’usine par l’arrêté du 11 mars 1921. Le gouvernement fait appel à l’intervention des troupes françaises qui, avec l’aide des soldats de la compagnie des volontaires et des gendarmes luxembourgeois, rétablissent l’ordre dans le Bassin minier. La grève des ouvriers de la sidérurgie échoue aussi parce qu’elle ne parvient pas à mobiliser d’autres catégories professionnelles. Dans l’immédiat après-guerre, le gouvernement accorde aux employés privés, aux fonctionnaires et aux cheminots une nette amélioration de leur statut. La loi du 31 octobre 1919 offre aux employés privés une série d’avantages qui les différencient des ouvriers : délégations distinctes, durée de travail limitée à huit heures par jour, congé payé annuel de 10 à 20 jours selon l’ancienneté de service et garanties en matière de sécurité de l’emploi. L’arrêté grand-ducal du 14 mai 1921 attribue aux cheminots un statut proche de la fonction publique, notamment en ce qui concerne le régime des pensions et de la sécurité de l’emploi. Quant aux fonctionnaires, ils obtiennent l’indexation de leurs traitements. Tirant la leçon de la grève, le gouvernement met en
place des organismes de concertation et de consultation. La loi du 4 avril 1924 crée cinq chambres professionnelles : la Chambre de commerce (qui existait déjà auparavant), la Chambre des artisans, la Chambre de travail, la Chambre des employés privés et la Chambre de l’agriculture.

## La politique économique

### La devise
Le renoncement à l’Union douanière avec l’Allemagne entraîne une profonde restructuration de l’économie luxembourgeoise, surtout sur le plan monétaire. Jusqu’en 1918, c’est avant tout du numéraire allemand qui circule dans le pays. Les francs luxembourgeois ne constituent qu’une monnaie de billon. Le gouvernement profite de sa démission du Zollverein pour créer une véritable monnaie nationale, symbole de la souveraineté. Un arrêté du 11 décembre 1918 règle l’échange des 200 millions de marks en circulation contre des francs luxembourgeois. Cette transaction soulève de nombreux problèmes techniques. La confection des nouveaux billets ne suit pas et le taux d’échange de 1,25 est considéré par certains comme une largesse injustifiée de l’État à l’égard des épargnants. Le nouveau franc est dépourvu de toute couverture-or et n’a pas de valeur extérieure. Aussi le gouvernement a-t-il l’intention de créer une union monétaire avec le nouveau partenaire économique du Luxembourg. La monnaie de ce dernier aura valeur légale au Grand-Duché. La question monétaire occupe une place importante dans les négociations qui aboutissent à la conclusion de l’UEBL. En 1921, le Grand-Duché emprunte 175 millions de francs belges.

### L'industrie sidérurgique
La réorientation au lendemain de la guerre touche aussi et surtout le secteur de la sidérurgie, où les capitaux français et belges supplantent les intérêts allemands. Les usines allemandes sont rachetées par des consortiums franco-belgo-luxembourgeois. Deux nouvelles sociétés naissent, la Hadir et la Société métallurgique des Terres rouges. Le gouvernement n’intervient guère dans la restructuration industrielle menée sous l’impulsion des grands patrons de la sidérurgie tels Émile Mayrisch ou Gaston Barbanson.

### Les chemins de fer
À l’issue de la guerre, les chemins de fer luxembourgeois changent également de main. Après l’armistice, les autorités militaires françaises occupent le réseau principal. Les lignes du Guillaume-Luxembourg sont exploitées pour le compte de l’État français, au même titre que les Chemins de fer d’Alsace et de Lorraine. Le 19 décembre 1918, le gouvernement luxembourgeois dénonce la convention ferroviaire avec l’Allemagne, tandis que cette dernière renonce à tous ses droits d’exploitation aux termes du traité de Versailles. Cependant, la Belgique s’intéresse également à la maîtrise du principal réseau luxembourgeois. La France consent à s’effacer en cas d’arrangement entre les gouvernements belge et luxembourgeois, mais, en attendant, continue d’exploiter le Guillaume-Luxembourg. Le traité de l’UEBL prévoit le règlement de la question ferroviaire. En mai 1924, Reuter signe avec la Belgique une convention qui vise l’unification des réseaux Guillaume-Luxembourg et Prince-Henri sous un conseil d’administration où les représentants belges détiendraient la majorité. Le 20 janvier 1925, la Chambre des députés, mue par des sentiments antibelges, rejette la convention à égalité de voix, provoquant une crise gouvernementale. L’ARBED, qui craignait la mainmise de la Société générale de Belgique sur les chemins de fer luxembourgeois, s’était également prononcée contre le projet du gouvernement.